# Andersson-Insel
Die Andersson-Insel (in Argentinien Isla Uruguay) ist eine Insel vor der nordöstlichen Spitze der Antarktischen Halbinsel. Sie liegt rund 1 km südlich der Jonassen-Insel an der Westseite der südlichen Einfahrt in den Antarctic-Sund.
Nach der Schwedischen Antarktisexpedition (1901–1903) unter Otto Nordenskjöld trug sie den Namen Île de l’Uruguay nach der argentinischen Korvette Uruguay, die an der Rettung der gestrandeten Expeditionsteilnehmer beteiligt war. Im Jahr 1904 benannte der französische Polarforscher Jean-Baptiste Charcot, in Unkenntnis über die von Nordenskjöld vorgenommene Benennung dieser Insel, eine andere Insel vor der Westküste der Antarktischen Halbinsel als Uruguay-Insel. Das Advisory Committee on Antarctic Names übernahm 1953 die Entscheidung des UK Antarctic Place-Names Committee, aufgrund der Verbreitung auf Karten Charcots Benennung beizubehalten und die hier beschriebene Insel umzubenennen. Namensgeber ist Johan Gunnar Andersson (1874–1960), stellvertretender Leiter der Schwedischen Antarktisexpedition. Auf argentinischen Landkarten ist sie dagegen, wie auch die Uruguay-Insel, in spanischer Übersetzung unter ihrem ursprünglichen Namen verzeichnet.